# Diözesanmuseum Brixen

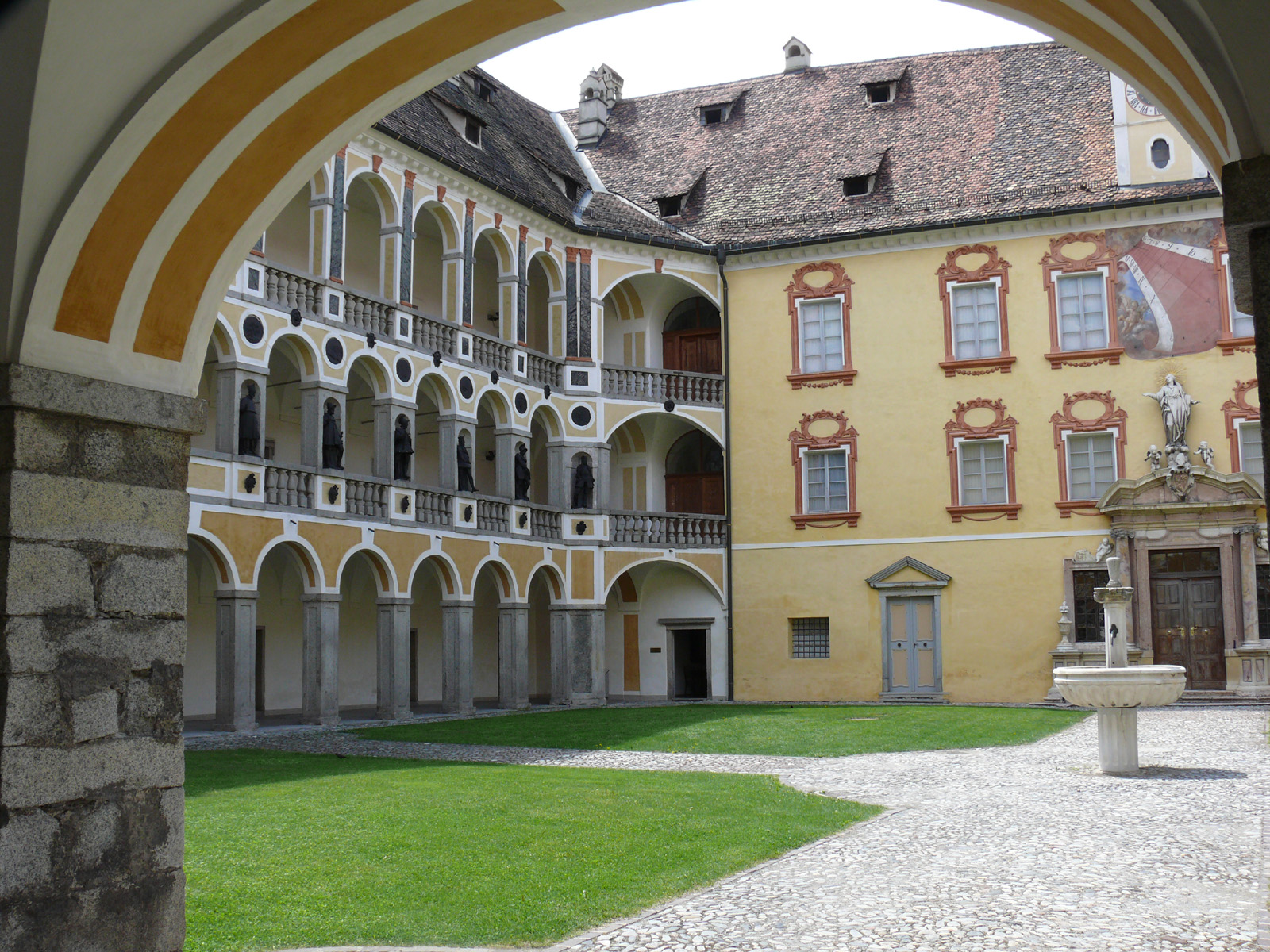
Die Hofburg in Brixen – Sitz des Diözesanmuseum

Das Diözesanmuseum Brixen beherbergt eine wertvolle Sammlung kirchlicher Kunst aus Mittelalter und Neuzeit. Es befindet sich in der ehemaligen fürstbischöflichen Residenz, der Hofburg, am Hofburgplatz 2 in der Südtiroler Stadtgemeinde Brixen.

## Geschichte
Nachdem 1897 ein Förderverein gegründet worden war, konnte das Diözesanmuseum am 27. Oktober 1901 in der Türnitz der Brixner Hofburg eröffnet werden. Ziel war zunächst, gefährdete Kunstwerke der Romanik und Gotik aus der Diözese zu sammeln und damit vor dem Untergang zu retten. Obwohl bereits im 19. Jahrhundert zahlreiche Kunstschätze im Tiroler Landesmuseum Ferdinandeum Aufnahme gefunden hatten, blieb immer noch eine große Anzahl von Exponaten in den örtlichen Kirchen, die bewahrt werden wollten.
Schon bald waren die ursprünglichen Museumsräume zu klein, und man übersiedelte 1907 in den Bruderhof am Kreuzgang des Brixner Doms, wo die Sammlung systematisch neu aufgestellt wurde. 1927 erfolgte eine neuerliche Umgruppierung durch die Münchner Kunsthistoriker Carl Theodor Müller, Friedrich Kriegbaum und Joseph Clemens Prinz von Bayern.
Große Verdienste erwarb der langjährige Museumsleiter Karl Wolfsgruber, der durch eine Reihe von Ausstellungen die Aufmerksamkeit der Öffentlichkeit auf das Museum lenkte. Er konnte 1973 auch Bischof Joseph Gargitter dazu bewegen, die durch die Verlegung des Bischofssitzes nach Bozen freiwerdenden Räume der Hofburg dem Diözesanmuseum zur Verfügung zu stellen. Nach umfangreicher Renovierung wurde zunächst 1976 die bemerkenswerte Krippensammlung im ehemaligen Küchen- und Speichertrakt der Hofburg eröffnet, 1978 dann die Abteilung Mittelalter und Neuzeit im ersten Stock. Schließlich konnte 1980 auch der Kaiser- und Bischofstrakt der Öffentlichkeit zugänglich gemacht werden.
2004 wurden die Bestände durch die Sammlung Siegfried Unterberger im zweiten Stockwerk erweitert. Dadurch gelangten Werke Tiroler Künstler des 19. Jahrhunderts ins Diözesanmuseum.

## Sammlungsbestände
Die Kunstsammlung des Diözesanmuseums beherbergt mittelalterliche Plastiken und Tafelbilder, Werke aus Barock, Klassizismus und Romantik, sowie Gegenstände des Kunsthandwerks wie Goldschmiedearbeiten, Glasmalereien und Möbel. Die Höhepunkte bilden die spätromanischen Madonnen und Christusbilder, die Plastiken von Leonhard von Brixen und Hans Klocker, Flügelreliefs von Jörg Lederer und der Dreikönigsaltar von Bartlmä Dill Riemenschneider, Altarstatuen von Adam Baldauf und Ölbilder von Stephan Kessler, Ulrich Glantschnigg, Franz Sebald Unterberger und vor allem Paul Troger. In der Sammlung Siegfried Unterberger sind Gemälde von Franz von Defregger, Albin Egger-Lienz, Franz Richard Unterberger und Alexander Koester hervorzuheben.

### Romanische Kirchenkunst
Zu den bedeutendsten Kunstwerken dieser Abteilung zählen mehrere romanische Großkreuze und Kruzifixe, wie der Torso des Kruzifixes aus der Lamprechtsburg (um 1150), der Kruzifixus aus Stilfes (um 1250) und das Vortragekreuz aus Pfalzen in Form eines Astkreuzes. Außerdem befinden sich mehr als ein Dutzend spätromanischer Madonnenfiguren im Museum, wie jene aus dem Brixner Klarissenkloster, aus Taufers, Kematen, Uttenheim und Tiers. Eine ikonographische Besonderheit besitzt die Madonna aus der Vahrner Georgskirche, bei der Maria ebenso wie das Christuskind die Hand zum Segen erhebt.

### Gotische Plastik
Die gotische Plastik ist im Museum in größerer Zahl vertreten als die zeitgleiche Malerei. Hervorzuheben sind mehrere thronende Heiligenfiguren aus dem 14. Jahrhundert, wie der hl. Nikolaus aus dem Brixner Klarissenkloster, der hl. Ingenuin aus Saubach, der hl. Ulrich aus Feldthurns oder der hl. Petrus aus Aufkirchen. Unter den Madonnenfiguren ragt jene aus dem Benediktinerinnenstift Sonnenburg (um 1325) hervor, bei der das Christuskind mit einem Vogel spielt. Weiters ist die Latscher Madonna (um 1360) zu nennen, deren Jesusknabe das Kinn seiner Mutter umfasst, ein Vesperbild aus Neustift (um 1390), eine kniende Maria, die zu einer Krönungsgruppe gehörte und wohl aus dem Umkreis des Hans von Judenburg stammt, ein Gnadenstuhl im auslaufenden Weichen Stil, und die Madonna mit der Traube aus der Brixner Frauenkirche.

### Gotische Wand- und Tafelmalerei
Viele Tafeln sind Teile von Flügelaltären gewesen, manche auch noch im Verband erhalten. Zu nennen sind Szenen aus dem Leben der Apostel Petrus und Paulus und aus der Passion Christi des Meisters Leonhard von Brixen (um 1460); eine Auferstehung Christi vom selben Künstler, die als Frontseite eines Heiligen Grabes gedient haben mag; die Ährenkleidmadonna aus Ehrenburg (um 1460); die Dornenkrönung des Meisters von Uttenheim (um 1470); eine Kreuzigungstafel aus der Brixner Johanneskirche (um 1500), die von einem Altar stammt; eine thronende Madonna (um 1470); eine Anna selbdritt (1499) von Marx Reichlich, die im Auftrag des Domherrn Christian Thurner entstand, aus der Brixner Frauenkirche; ein Schmerzensmann und eine Mater Dolorosa vom Meister des Neustifter Barbaraaltars (um 1490); die Vermählung Mariens (um 1500), dem Meister des Oberfalkensteineraltars zugeschrieben; Madonna mit der Traube (um 1500); der hl. Johannes der Täufer und Johannes Evangelist von Simon von Taisten (um 1500), ehemalige Altarflügel aus St. Johann in Ahrn. Zu den wenigen Wandgemälden, die abgelöst und ins Museum gebracht wurden, zählt die Anbetung der Könige und eine Reihe mit Heiligen, die von der vierten Arkade des Kreuzganges beim Brixner Dom stammt und um 1415 von Erasmus von Bruneck geschaffen wurde.

### Spätgotische Plastik
Viele der spätgotischen Plastiken entstammen Schnitzaltären, die im 15. und 16. Jahrhundert in ganz Südtirol entstanden. Hervorragende Beispiele aus der Brixner Sammlung sind eine thronende Madonna vom ehemaligen Hochaltar in Milland (um 1470) von Meister Leonhard von Brixen; die kniende Maria vom Hochaltar der Pfarrkirche Maria Himmelfahrt von Kaltern (1498) von Hans Klocker; ein Weihnachtsrelief mit der Anbetung der Hirten aus Zinggen (um 1490) der Werkstatt Hans Klockers; Altarflügel mit Szenen des Marienlebens (um 1490) der Werkstatt Hans Klockers; Flügelreliefs des Hochaltars von Nauders (um 1515) von Jörg Lederer; Skulpturen des ehemaligen Flügelaltars der Toblacher Pfarrkirche (um 1520) von Michael Parth; Relief mit der Anbetung der Könige (um 1525) aus St. Magdalena im Moos in Niederdorf von Michael Parth; Johannes Evangelist (um 1470) aus St. Jakob in Grissian; ein Altar aus Meran mit Maria, flankiert von Magdalena und Walburga, an den Flügelaußenseiten ein gemalter Christophorus und Georg von Hans Schnatterpeck.

### Mittelalterliches Kunstgewerbe
Vielfältig sind die Sammlungsgegenstände des Museums auch in Bezug auf das sakrale Kunstgewerbe. Sie umfassen Vortragekreuze, Reliquienmonstranzen, Reliquiengläser, Kelche, Ziborien und liturgische Gewänder. Als Beispiele seien genannt: ein vergoldetes romanisches Rauchfass aus Tratzberg (um 1200); ein romanisches Bronzekruzifix aus dem Vinschgau mit Resten einer Emailfassung (um 1200); ein spätgotischer Messkelch aus Untermol (um 1490), an dessen Fuß finden sich Abbildungen der hl. Luzia, eine Kreuzigung und ein Mitglied der Flagellantenbruderschaft; ein spätgotisches Turmreliquiar (um 1470). Außerdem umfasst die Sammlung mehrere Glasscheiben, deren älteste kniende Stifterinnen zeigen (um 1350). Spätgotische Möbelstücke sind im ganzen Museum verteilt ausgestellt; etwa ein Nähkästchen aus dem Brixner Klarissenkloster oder eine geschnitzte Holzbalkendecke aus einem Brixner Bürgerhaus am Treppenaufgang. Die schönste Handschrift des Museums ist das Graduale von Taisten (1493), das neben zahlreichen Initialen auch eine Reihe von bildlichen Darstellungen enthält.

### Renaissance
Ausländische Künstler aus dem süddeutschen Raum brachten ab 1500 neue Ideen und Stilformen nach Südtirol. Bemerkenswerte Exponate aus der Zeit der Renaissance sind Flügeltafeln aus der Brunecker Salvatorskirche (heute Ursulinenkirche) mit Szenen aus der Heilsgeschichte (um 1515), die Einflüsse der Donauschule zeigen; eine Madonna mit Kind des niederländischen Künstlers Jan Gossaert, genannt Mabuse (um 1525/30); ein Epitaph für Matthias Horn mit der Auferweckung des Lazarus aus der Domkirche in Brixen (1539); der Dreikönigsaltar von Bartlmä Dill Riemenschneider (um 1490–1549) aus Würzburg, der im Auftrag des Wiener Neustädter Bischofs Gregor Angerer, vormals Brixner Domherr, für eine Kapelle im Brixner Dom entstanden ist (1545); eine plastische Kreuzigungsgruppe aus der Jaufenburgkapelle in St. Leonhard in Passeier aus dem Umkreis von Hans Leinberger (um 1530); der Dreikönigsaltar aus St. Georg in Graun (1596) vom Bamberger Künstler Georg Müller ist einer der ersten Säulenretabel in Südtirol.

### Frühbarock

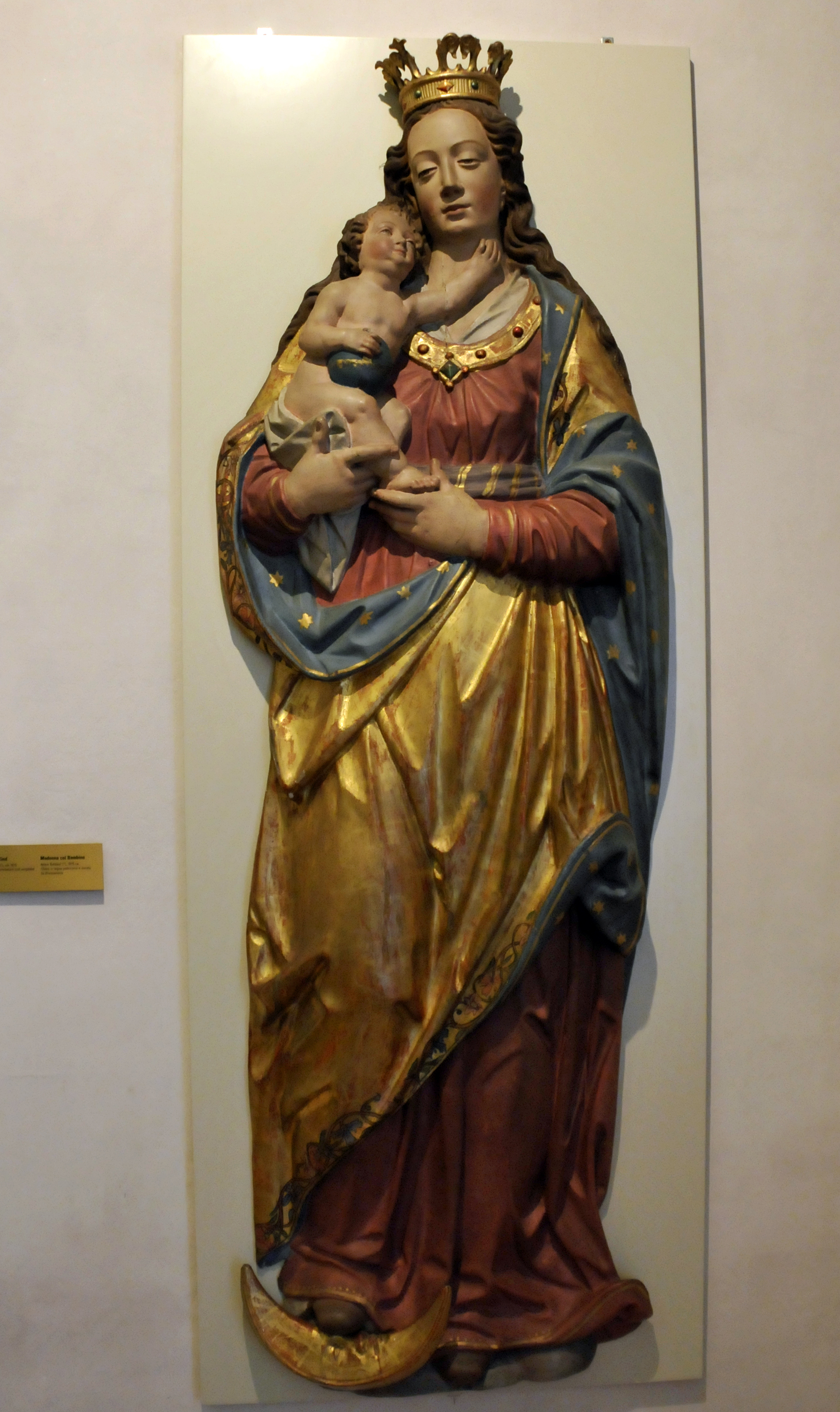
Madonna von Adam Baldauf, 1615

Sehr reichhaltige Bestände besitzt das Diözesanmuseum aus der Zeit des Barock. Beispiele dafür sind eine Büste der Diözesanpatrons Albuin (um 1600) aus Brixen; die Mitteltafel des ehemaligen Hochaltars des Brixner Doms mit der Darstellung des Marientodes von Hans Schmid aus Innsbruck (1600); die Skulpturen des Rosenkranzaltars aus dem Brixner Dom, die Übergabe des Rosenkranzes an Dominikus und Katharina von Siena darstellend, von Adam Baldauf (1624); die Bilder der Immaculata und der Himmelfahrt Mariens von Martin Theophil Polak für den Hochaltar der Brixner Frauenkirche (1638); die Wechselbilder für den Hochaltar der Brixner Liebfrauenkirche von Stephan Kessler (um 1645); die Tafelbilder des reuigen Petrus und der Ruhe auf der Flucht sowie eine Immaculata für die Kapelle der Hofburg von Ulrich Glantschnigg (1661–1722); die Blätter für den Johannes-Nepomuk-Altar der Pfarrkirche von Kaltern von Johann Georg Dominikus Grasmair (1728); mehrere Altarbilder von Franz Sebald Unterberger.

### Paul Troger
Dem bedeutendsten Tiroler Barockmaler Paul Troger ist im Diözesanmuseum ein eigener Raum gewidmet. Hier befinden sich zahlreiche Entwürfe und Skizzen für seine Fresken, wie auch eigenhändige Andachtsbilder auf Leinwand aus dem Welsberger Pfarrwidum, darunter ein Ölbergbild (weitere Fassungen in St. Peter in Salzburg und im Wiener Belvedere), eine Pietà (eine andere Fassung im Wien Museum), und eine Mater Dolorosa (andere Fassung in St. Peter in Salzburg).

### Kunst des späteren 18. Jahrhunderts
Die Spätphase der Barockkunst in Tirol wird durch einige interessante Kunstwerke dokumentiert, darunter vier große Plastiken von einem Säulenaltar aus St. Barbara in Wengen von Dominikus Moling (um 1750); vier Engelbilder aus dem Alten Testament (Hagar und Ismael, Tobias und der Engel, Daniel in der Löwengrube, Engelserscheinung des Propheten Elias) von Josef Ignaz Mildorfer (um 1750); zwei kleinformatige Bilder des Josefstodes und der Heiligen Familie in der Werkstatt in heiterer Sinnenfreude von Joseph Haller (1737–1773) geschaffen (um 1760); ein Gemälde mit der Skapulierübergabe an den hl. Simon Stock von Martin Knoller und ein vierteiliger Zyklus mit dem Leben des Josef von Ägypten von Carl Henrici (um 1770).

### 19. Jahrhundert
Aus dem 19. Jahrhundert besitzt das Diözesanmuseum Gemälde des Historismus von Künstlern wie Josef Markus von Hermann (1793–1855), Joseph Schöpf, dessen Schüler Josef Arnold der Ältere (1788–1879), Johann und Josef Renzler, Cosroe Dusi (1808–1859), Franz Hellweger (1820–1880), Johann Strasser (1827–1890), Johann Ertl (1845–1906), Martin Alois Stadler (1792–1847), Albrecht Steiner von Felsburg (1838–1905) und Caspar Jele (1814–1893). Die Auferweckung des Lazarus ist ein Frühwerk von Albin Egger-Lienz (1899). Aus der Sammlung Siegfried Unterberger sind 2004 Werke von Defregger, Franz Richard Unterberger oder Alexander Koester zum Bestand hinzugekommen.

### 20. Jahrhundert
Obwohl sakrale Kunst des 20. Jahrhunderts nicht zur Sammeltätigkeit des Museums gehört, sind dennoch Werke verschiedener Künstler aus dieser Zeit in seinen Besitz gelangt. Darunter befinden sich zwei Gemälde (Beweinung Christi und Pietà) von Karl Plattner, ein Terrakottarelief der Kreuzabnahme von Maria Delago, zwei Kreuzwegstationen aus Kupfer von Martin Rainer, sowie Werke von Heiner Gschwendt aus Klausen, Hans Plangger (1899–1971), Karl Grasser aus dem Vinschgau oder Rudolf Stolz aus Bozen.

## Der Domschatz
→ siehe Hauptartikel Brixner Domschatz
Die Objekte des Domschatzes werden großteils ebenfalls im Rahmen des Diözesanmuseums ausgestellt. Dabei handelt es sich um den Bestand, der in der Sakristei des Brixner Domes im Laufe der Jahrhunderte angesammelt wurde. Das bedeutendste Stück des Domschatzes ist ohne Zweifel die Albuinkasel, oder wegen der auf ihr abgebildeten großen Adler auch Adlerkasel genannt (um 1000). Das liturgische Gewand aus byzantinischem Seidenstoff war wahrscheinlich eine Schenkung durch Heinrich II. oder Konrad II. an Bischof Albuin von Brixen. Daneben sind zahlreiche weitere liturgische Gewänder im Domschatz vertreten. Von den verschiedenen Reliquiaren sei die spätgotische Agnesbüste genannt, weiters ein Altarkreuz mit Bergkristallplatten sowie ein Vortragekreuz mit vergoldeten Silber- und Emailtondi aus Konstanz. Die Mehrzahl der mittelalterlichen und barocken Goldschmiedearbeiten stammen aus ausländischen Werkstätten.

## Krippenmuseum
→ siehe Hauptartikel Krippenmuseum Brixen
Im Rahmen des Diözesanmuseums wird im Erdgeschoss auch eine eigene Krippensammlung gezeigt, die bedeutende Exponate sowie vielfigurige Krippen aus Südtirol und Italien besitzt. Kernstücke dieser Sammlung sind die Jahreskrippe der Gebrüder Probst sowie die Weihnachts- und die Fastenkrippe von Franz Xaver Nißl aus der Zeit um 1800, die das Heilsgeschehen in vielen Einzelszenen und tausenden Figuren veranschaulichen.